# Maison personnelle de Jean-Baptiste Dewin
La maison personnelle de Jean-Baptiste Dewin est un édifice classé de style Art nouveau géométrique édifié par l'architecte Jean-Baptiste Dewin à Forest, une commune de Bruxelles en Belgique.

## Localisation
La maison personnelle de Jean-Baptiste Dewin est située au numéro 151 de l'avenue Molière, une artère cossue située sur le territoire de la commune de Forest, dans la banlieue sud de Bruxelles.
Elle est située non loin de la maison Bruno Schmidt construite par Dewin au numéro 172 de la même avenue.

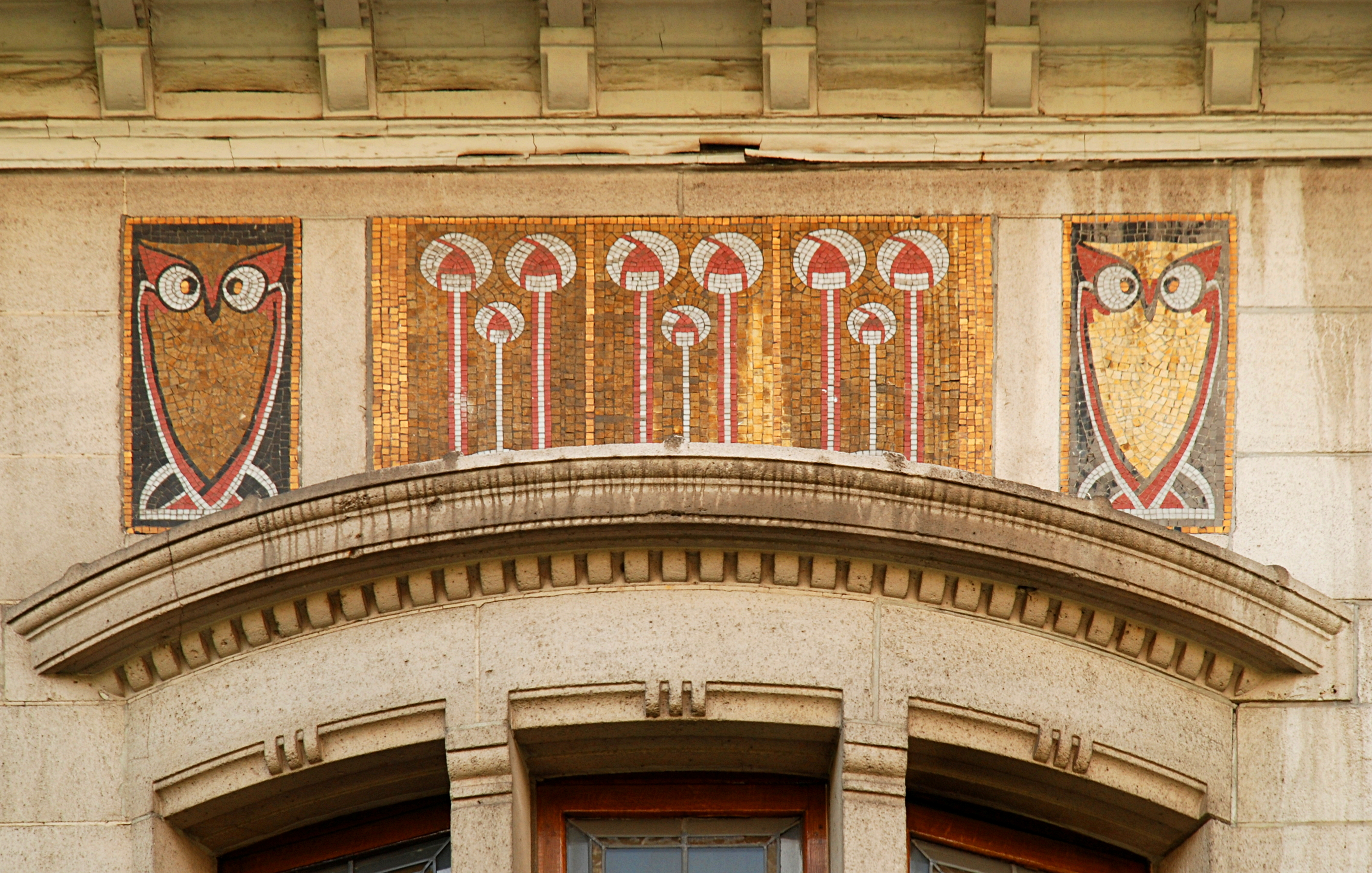
Hiboux et fleurs stylisées.

## Historique
C'est en 1905 que Jean-Baptiste Dewin réalise cette habitation de style Art nouveau pour son usage personnel.
La maison fait l'objet d'un classement comme monument historique depuis le 8 novembre 2007 sous la référence 2322-0038/0.